# Raška (település)
Raška (szerbül: Рашка) városa az azonos nevű község és körzet székhelye Szerbiában. A 2002-es népszámlálás szerint Raška községnek a népessége 26 981 fő, a város pedig 6619 fős lélekszámmal rendelkezik.

## Népesség
- 2002-ben a városnak 6619 lakosa volt, melyből 6360 szerb, 104 roma, 42 montenegrói, 15 macedón, 14 gorai, 10 jugoszláv, 9 horvát, 4 magyar (0,1%), 4 muzulmán, 3 szlovén, 2 bolgár, 1 román, 4 egyéb, 39 ismeretlen, 7 nem nyilatkozott és 1 régióbeli hovatartozású személynek vallotta magát.

## Testvértelepülések
- Geros, Görögország
- Hrastnik, Szlovénia

## A községhez tartozó települések
- Badanj,
- Baljevac,
- Bela Stena,
- Belo Polje (Raška),
- Beoci,
- Biljanovac,
- Biniće,
- Biočin,
- Boroviće,
- Boće (Raška),
- Brvenik,
- Brvenik Naselje,
- Brvenica (Raška),
- Varevo (Raška),
- Vojmilovići,
- Vrtine,
- Gnjilica,
- Gostiradiće,
- Gradac,
- Draganići
- Žerađe,
- Žutice,
- Zarevo,
- Jošanička Banja,
- Kaznoviće,
- Karadak,
- Kovači,
- Kopaonik (falu),
- Korlaće,
- Kraviće,
- Kremiće,
- Kruševica,
- Kurići,
- Kućane,
- Lisina,
- Lukovo,
- Milatkoviće,
- Mure,
- Novo Selo (Raška),
- Nosoljin,
- Orahovo,
- Pavlica,
- Panojeviće,
- Piskanja,
- Plavkovo,
- Plešin,
- Pobrđe (Raška),
- Pokrvenik,
- Pocesje,
- Radošiće,
- Rakovac (Raška),
- Rvati,
- Rudnica,
- Sebimilje,
- Semeteš,
- Supnje,
- Tiodže,
- Trnava (Raška),
- Crna Glava,
- Šipačina

## Külső hivatkozások
- Raška turisztikai weboldala (bosnyák nyelven). raska-turizam.rs. (Hozzáférés: 2011. július 18.)
- Raska Map — Satellite Images of Raska. maplandia.com. (Hozzáférés: 2011. július 18.)